# Петропавлівське (Бориспільський район)
Петропавлівське — село в Україні, у Бориспільському районі Київської області. Населення становить 546 осіб. Входить до складуЗолочівської сільської громади. Герб села є промовистим.

## Історія
За радянських часів й до 2016 року село мало назву Петровське. Згідно з Постановою Верховної Ради України № 1037-19 від 17 березня 2016 року село Петровське перейменоване на Петропавлівське.

## Забудова, установи
- Котеджне містечко «Вишневий хуторок»[6].
- Петропавлівський заклад дошкільної освіти (ясла-садок) «Берізка»[7].